# Harima (Hyōgo)
Harima (播磨町, Harima-chō) est un bourg du district de Kako, dans la préfecture de Hyōgo, au Japon.

## Géographie

### Démographie
Au 1er octobre 2014, la population s'élevait à 33 806 habitants répartis sur une superficie de 9,09 km2.

## Patrimoine culturel
Harima est connu pour ses sites archéologiques et culturels, comme l'ancien village d'Onaka.

## Jumelages
- Heping (Chine) depuis le 25 décembre 1993
- Lima (États-Unis) depuis le 16 mars 1999